# Rudna vas
Rudna vas je naselje v Občini Radeče.